# 天體生物學
天體生物學（英語：astrobiology），舊稱外空生物学（xenobiology），是一門研究在宇宙中生命起源、生物演化、分布和未來發展的交叉学科，並不只限於地外生物，或包括對地球生物的研究。在天体物理学上，指研究天体上存在生物的条件及探测天体上是否有生物存在，研究太阳系除地球外其他行星及其卫星上和其他恒星的行星系上可能存在生命现象的理论，以及探讨探测的方法和手段。 地外生物学（exobiology）是天體生物學的子集，研究範圍較為專門：包括在地球以外尋找生命，以及地外環境對生物的影響。

核酸或许并不是宇宙中唯一能够对生命过程进行编码的生物分子。

天體生物學綜合物理學、化學、生物學、分子生物學、生態學、行星科學、地理學與地質學多個方面，焦點研究在探討生命的起源、散佈和演進，探討在其他世界是否可能有生命存在，幫助辨識與地球生物圈環境不同的其他生物圈。英文中的「astrobiology」來自希臘語的αστρον（astron= 星体），βιος（bios= 生命），以及 λογος（logos= 词/科学）。一些天體生物學的研究課題包括：
- 什麼是生命？
- 生命怎樣在地球誕生？
- 生命能忍受怎樣的環境？
- 我們怎樣才能決定生命有否在其他星球上存在？能找到複雜生命體的機會有多大？
- 在其他星球上，構成生命的基本物質會是什麼？（是否基于脱氧核糖核酸/碳？生理学？）

在科幻小说中，也可以发现外空生物学和宇宙生物学的术语，虽然这些术语通常是指推测性的外星生命的生物学。

## 發現

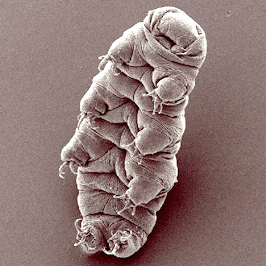
水熊蟲（Hypsibius dujardini）是迄今唯一發現的能在外太空生存的地球生物。

現時緩步動物門物種是天體生物學家的重點研究對象，因為牠們是迄今唯一發現的能在外太空生存的地球生物，甚至有科學家懷疑牠們本身就是從外太空（例如：火星，參看泛種論）來到地球的地外生物。

## 參看
- 行星適居性
- 天體物理學
- 德雷克方程式
- 外星生命
- 費米悖論
- 生命起源
- 曙光任務
- 地球殊異假說
- 太空移民
- 地球化
- 超級適居行星

### 引用
1. ↑  . Astrobiology Magazine. NASA. 8 December 2006  [2008-10-20]. （原始内容存档于2007-09-29）.
2. ↑  Cockell, Charles S. . CNN News. 4 October 2012  [2012-10-08]. （原始内容存档于2012-10-11）.
3. ↑  . NASA Astrobiology Institute. NASA. 21 January 2008  [2008-10-20]. （原始内容存档于2008-10-11）.
4. ↑  . Mirriam Webster Dictionary.   [2013-04-11]. （原始内容存档于2018-09-04） （英语）.
5. ↑  .   [2013-06-16]. （原始内容存档于2008-10-14）.
6. ↑  Ward, P. D.; Brownlee, D. . New York: Owl Books. 2004. ISBN 0-8050-7512-7.
7. ↑  YouTube上的First Animal to Survive in Space（英文）